# لا تتفوه بكلمة (فلم)
لا تتفوه بكلمة (بالإنجليزية: Don't Say a Word) هو فيلم إثارة نفسية أمريكي عُرض سنة 2001 من بطولة مايكل دوغلاس، بريتاني ميرفي، وشون بين مبني على رواية «لا تتفوه بكلمة» للكاتب أندرو كلافان. أخرجه غاري فليدر وكتبه أنتوني بيكهام وباتريك سميث كيلي. تم إصداره في 28 سبتمبر 2001، وتلقى مراجعات سلبية من النقاد وحقق 100 مليون دولار مقابل ميزانيته البالغة 50 مليون دولار.

## القصة
في عام 1991، قامت عصابة من اللصوص بسرقة جوهرة نادرة تُقدر بقيمة 10 ملايين دولار، ولكن في العملية، خان اثنان من أفراد العصابة زعيمهم باتريك كوستر وفروا بالحجر الثمين.
عشر سنوات لاحقًا، في اليوم الذي يسبق عيد الشكر، يُدعى الطبيب النفسي البارز في ممارسة الطب النفسي للأطفال في منهاتن، الدكتور ناثان آر كونراد، من قبل صديقه وزميله السابق، الدكتور لويس ساكس، لفحص فتاة مضطربة تدعى إليزابيث بوروز في مصحة الولاية.
بعد أن خرج باتريك من السجن منذ أسبوعين، يقوم هو وأعضاء العصابة المتبقين باقتحام شقة تطل على شقة ناثان، حيث يعيش مع زوجته أجي وابنته جيسي. يُبلغ ناثان من قبل باتريك أن إليزابيث تتظاهر فقط بالجنون للتمويه في المؤسسة من هذه العصابة التي تبحث عن الجوهرة. في تلك الليلة، يختطف باتريك جيسي كوسيلة لفرض ناثان الحصول على رقم مكون من ستة أرقام من ذاكرة إليزابيث. عندما يزور ناثان إليزابيث، تكون مترددة في البداية، ولكنه يكسب ثقتها لاحقًا - خاصة عندما يكشف لها عن وضع جيسي. يعترف ساكس لناثان بأن العصابة التي اختطفت جيسي اختطفت أيضًا صديقته لفرض عليه الحصول على الرقم من إليزابيث. يزور ساكس بعد ذلك المحققة ساندرا كاسيدي، التي تكشف له أن صديقته قد عُثر عليها ميتة. في هذه الأثناء، تسمع أجي صوت جيسي وتدرك أن الخاطفين يعيشون في الشقة القريبة. يرسل الخاطفون أحدهم لقتل أجي بينما يهرب الآخرون مع جيسي، لكن أجي تعد كمينًا وتقتله.
بعد أن يأخذ ناثان إليزابيث من المصحة، تتذكر بعض الأحداث المتعلقة بالعصابة. يُكشَف أن والد إليزابيث كان عضوًا في العصابة الذي خان باقي الأعضاء واحتفظ بالجوهرة. ومع ذلك، اكتشف أعضاء العصابة الآخرون لاحقًا وأمروه بالكشف عن مكان إخفائه للجوهرة، ثم دفعوه أمام قطار الأنفاق. تم اعتقال أعضاء العصابة فورًا، وهربت إليزابيث مع دميتها التي كانت تخبئ فيها الجوهرة. تتذكر أيضًا أن الرقم المطلوب، 815508، هو رقم قبر والدها في جزيرة هارت وأن دميتها موضوعة بجواره في التابوت. تشرح أنها قامت بالتسلل على متن قارب كان يحمل تابوت والدها للدفن في حقل بوتر على جزيرة هارت، حيث وضع الحفارون الدمية، التي تُدعى ميشكا، في الداخل.
يسرق ناثان وإليزابيث قاربًا للوصول إلى جزيرة هارت. يعثر الأعضاء المتبقون من العصابة عليهما ويطالبون ناثان بتقديم الرقم الذي يريدونه. تكشف إليزابيث عن الرقم ويأمر باتريك رفيقه بالتنقيب عن تابوت والدها بعد تحرير جيسي. يجد الدمية والجوهرة مخبأة في داخلها. يقرر باتريك بعد ذلك قتل ناثان وإليزابيث، ولكن تصل كاسيدي قبل أن يستطيع إطلاق النار عليهما. يتم إصابة رفيق باتريك برصاصة من قبل كاسيدي، لكن باتريك ينجح في جرحها. من خلال استغلال الفوضى، يأخذ ناثان الجوهرة من باتريك ويرميها في قبر جماعي مفتوح. يركل ناثان باتريك في القبر، ثم يشغل انهيار جوانبه، مما يملأ القبر بالتراب ويدفن باتريك حيًا. يتوحد ناثان مع أجي وجيسي، يشكر كاسيدي، ويدعو إليزابيث للعيش معهم.

## طاقم التمثيل
- مايكل دوغلاس في دور ناثان كونراد
- بريتاني ميرفي في دور إليزابيث بوروز
- شون بين في دور باتريك كوستر
- سكاي ماكول بارتوسياك في دور جيسي كونراد
- جاي توري في دور دولين
- جينيفر إسبوسيتو في دور ساندرا كاسيدي
- شون دويل في دور راسل مادوكس
- لاري بلوك في دور البواب
- فيكتور أرجو في دور سيدني سيمون
- لانس ريديك في دور آرني
- فامك جانسن في دور آجي كونراد
- أوليفر بلات في دور لويس ساكس

## الانتاج
في سبتمبر 2000 تم الإعلان عن بدء شركتي ريجنسي أنتربرايزس وتوينتيث سينشوري فوكس في العمل على تحويل رواية «لا تتفوه بكلمة» للكاتب أندرو كلافان إلى فيلم مع تعيين غاري فليدر للإخراج ومايكل دوغلاس لبطولته.
كانت النسخة السابقة من السيناريو لا تتضمن الحبكة الفرعية المتعلقة بالتحقيق الذي تقوم به المحققة ساندرا كاسيدي. على الرغم من أن أحداث الفيلم تدور بالكامل في نيويورك، إلا أن التصوير تم في شتاء عام 2000 في كل من نيويورك وتورونتو. بسبب إصدار الفيلم بعد مرور حوالي ثلاثة أسابيع على هجمات 11 سبتمبر، فكروا صانعو الفيلم في تأجيله، ولكنهم قرروا في النهاية عدم ذلك. ومع ذلك، قاموا بحذف واستبدال لقطات لمركز التجارة العالمي من المونتاج، مثل اللقطة الافتتاحية التي يظهر الآن مكانها بروكلين.

## الموسيقى التصويرية
تم تأليف الموسيقى التصويرية للفيلم على يد مارك إشام. تم إصدار الفهرس الصوتي على شكل قرص مدمج من فاريس سارباند، والذي يحتوي على ثماني مقاطع موسيقية مختارة من المشاهد المتنوعة، بما في ذلك سرقة، مخطوفة والأحداث الرهيبة في المترو.

## الاستقبال

### الاستجابة النقدية
لقد حصل فيلم لا تتفوه بكلمة على تقييمات سلبية من قبل النقاد. على موقع تجميع التقييمات روتن توميتوز، كانت نسبة الإيجابية 24% من بين 114 تقييمًا من النقاد، مع متوسط تقييم يبلغ 4.4/10. يشير إجماع الموقع إلى أن لا تتفوه بكلمة هو فيلم أنيق ومُصنع بكفاءة، ولكنه روتيني ويمتد في إيمانية القصة مع العديد من اللحظات التي تثير الدهشة. أما ميتاكريتيك، الذي يستخدم متوسطًا مرجحًا، فقد قيم الفيلم بنقاط 38 من أصل 100، استنادًا إلى آراء 32 ناقدًا، مما يشير إلى تقييمات غير إيجابية بشكل عام.
روجر إيبرت من صحيفة شيكاغو سن-تايمز أعطى للفيلم نجمتين ونصف من أصل أربع نجوم، معتبرًا أن الفيلم ككل يظهر ويُلعب بشكل أفضل بين الحين والآخر مما هو عليه، وأشاد بلمسة غاري فليدر البصرية الشعرية بالإضافة إلى أداء بريتاني ميرفي وسكاي ماككول بارتوسياك. على الجانب الآخر، في تصريحه لمجلة إمباير، وجد كيم نيومان الفيلم بلا طعم واعتبر أنه نادرًا ما ينجح في جعلك تنسى سفاهته الصريحة. ومع ذلك، أثنى على طاقم التمثيل النسائي، خاصةً فامكي جانسن.

### شباك التذاكر
حقق الفيلم أرباحًا بأكثر من 100 مليون دولار في جميع أنحاء العالم مقابل ميزانية قدرها 50 مليون دولار.

## وصلات خارجية
- لا تتفوه بكلمة على موقع IMDb (الإنجليزية)
- لا تتفوه بكلمة على موقع ميتاكريتيك (الإنجليزية)
- لا تتفوه بكلمة على موقع روتن توميتوز (الإنجليزية)
- لا تتفوه بكلمة على موقع نتفليكس (الإنجليزية)
- لا تتفوه بكلمة على موقع قاعدة بيانات الأفلام العربية
- لا تتفوه بكلمة على موقع ألو سيني (الفرنسية)
- لا تتفوه بكلمة على موقع Turner Classic Movies (الإنجليزية)
- لا تتفوه بكلمة على موقع أول موفي (الإنجليزية)
- لا تتفوه بكلمة على موقع بوكس أوفيس موجو (الإنجليزية)
- لا تتفوه بكلمة على موقع فيلمافينيتي (الإسبانية)